# Smart Fortwo
Smart Fortwo (ili službeno smart fortwo) je gradski automobil njemačke marke Smart i proizvodi se od 1998. godine. Do 2004. godine se zvao smart city-coupé.

## Prva generacija (MC 01)
Prva generacija se proizvodila od 1998. – 2007. godine. Maksimalna brzina je 135 km/h.

### Crossblade
Smart Crossblade bio je model ograničene proizvodnje koji se proizvodio 2002. godine. Radilo se o inačici modela Fortwo bez krova, vjetrobrana i vrata.

### Smart K
Smart K se proizvodi samo za japansko tržište. Širina Smarta K je 1,470 m (1,500 m normalni Fortwo Coupé), i on je 750 kg težak (770 kg normalni Fortwo Coupé).

## Druga generacija
Druga generacija se proizvodi od 2007. godine. Maksimalna brzina je 145 km/h.

## Treća generacija
Treća generacija se proizvodi od 2014. godine.

## Vanjske poveznice
- Smart Hrvatska[neaktivna poveznica] (engl.)